# 1. československá fotbalová liga 1977/1978
1. československou ligu v sezóně 1977 – 1978 vyhrála TJ Zbrojovka Brno.

## Tabulka ligy
| Poř. | Tým                        | Z  | V  | R  | P  | VG | OG | B  |
| ---- | -------------------------- | -- | -- | -- | -- | -- | -- | -- |
| 1.   | TJ Zbrojovka Brno          | 30 | 18 | 7  | 5  | 64 | 25 | 43 |
| 2.   | ASVS Dukla Praha           | 30 | 19 | 3  | 8  | 73 | 33 | 41 |
| 3.   | TJ Lokomotíva Košice       | 30 | 17 | 5  | 8  | 53 | 34 | 39 |
| 4.   | TJ Slavia IPS Praha        | 30 | 11 | 12 | 7  | 39 | 37 | 34 |
| 5.   | TJ Sklo Union Teplice      | 30 | 11 | 11 | 8  | 28 | 34 | 33 |
| 6.   | TJ Bohemians ČKD Praha     | 30 | 12 | 8  | 10 | 36 | 32 | 32 |
| 7.   | TJ Tatran Prešov           | 30 | 11 | 8  | 11 | 45 | 40 | 30 |
| 8.   | TJ Slovan CHZJD Bratislava | 30 | 11 | 7  | 12 | 53 | 46 | 29 |
| 9.   | TJ Spartak TAZ Trnava      | 30 | 8  | 12 | 10 | 26 | 31 | 28 |
| 10.  | TJ Baník Ostrava OKD       | 30 | 11 | 6  | 13 | 35 | 41 | 28 |
| 11.  | TJ Jednota Trenčín         | 30 | 13 | 2  | 15 | 39 | 46 | 28 |
| 12.  | TJ Škoda Plzeň             | 30 | 12 | 2  | 16 | 29 | 42 | 26 |
| 13.  | ASVŠ Dukla Banská Bystrica | 30 | 9  | 8  | 13 | 32 | 46 | 26 |
| 14.  | TJ Sparta ČKD Praha        | 30 | 9  | 7  | 14 | 29 | 49 | 25 |
| 15.  | TJ Inter Bratislava        | 30 | 6  | 10 | 14 | 30 | 46 | 22 |
| 16.  | TJ ZVL Žilina              | 30 | 5  | 6  | 19 | 29 | 58 | 16 |

## Soupisky mužstev

### TJ Zbrojovka Brno
Eduard Došek (1/0/0),
Josef Hron (30/0/11) –
Miroslav Bureš (7/1),
Libor Došek (13/0),
Karel Dvořák (27/2),
Jiří Hajský (14/0),
Jiří Hamřík (5/0),
Petr Janečka (30/13),
Karel Jarůšek (26/7),
Jan Klimeš (20/0),
Jan Kopenec (30/8),
Vítězslav Kotásek (30/6),
Karel Kroupa (30/20),
Josef Mazura (29/0),
Josef Pešice (30/4),
Jaroslav Petrtýl (9/0),
Josef Pospíšil (9/0),
Jindřich Svoboda (16/2),
Rostislav Václavíček (30/0) –
trenér Josef Masopust, asistenti Viliam Padúch (celou sezonu) a František Harašta (jaro)

### ASVS Dukla Praha
Jaroslav Netolička (28/0/9),
Zdeněk Sork (2/0/2) –
Ivan Bilský (30/9),
Jozef Čapkovič (3/0),
Jan Fiala (29/1),
Miroslav Gajdůšek (30/9),
Josef Jarolím (4/0),
Tomáš Kříž (10/2),
Luděk Macela (30/3),
Zdeněk Nehoda (30/14),
Josef Novák (10/0),
Stanislav Pelc (29/18),
Oldřich Rott (30/4),
Václav Samek (28/1),
Zdeněk Ščasný (5/0),
František Štambachr (28/0),
Miroslav Turianik (1/0),
Ladislav Vízek (29/11) –
trenér Jaroslav Vejvoda, asistent Jan Brumovský

### TJ Lokomotíva Košice
Jozef Gašpar (1/0/0),
Stanislav Seman (30/0/9) –
Marián Černický (11/0),
Vladimír Dobrovič (29/2),
Gejza Farkaš (28/3),
Peter Fecko (28/5),
Peter Jacko (25/4),
Ladislav Józsa (25/19),
Ján Kozák (30/9),
Jozef Lesňák (3/0),
Ondrej Mantič (30/0),
Jozef Móder (30/2),
Pavol Pencák (12/0),
Pavol Pizúr (1/0),
Jiří Repík (12/0),
Jozef Suchánek (25/0),
Dušan Ujhely (29/6),
Ľudovít Žitňár (29/3) –
trenér Michal Baránek, asistent Ján Paulinský

### SK Slavia Praha IPS
Miroslav Stárek (2/0/0),
František Zlámal (28/0/8) –
Pavol Biroš (10/0),
František Cipro (20/0),
Milan Daranyi (3/0),
Karel Dostál (1/0),
Josef Frydrych (8/0),
Dušan Herda (24/6),
Peter Herda (23/7),
Zbyněk Hotový (26/3),
Karel Jarolím (19/1),
Josef Jebavý (7/0),
Josef Jurkanin (12/2),
Vladislav Lauda (20/1),
Ivo Lubas (20/2),
Zoltán Molnár (2/0),
Karel Nachtman (30/3),
Jozef Oboril (9/0),
František Patlejch (28/0),
Miroslav Pauřík (26/0),
Štefan Pavlíček (8/0),
Robert Segmüller (23/9),
Rudolf Svoboda (4/1),
Petr Sýkora (8/2),
František Veselý (23/0) –
trenér Jaroslav Jareš, asistenti Alois Jonák a Miloš Urban

### TJ Sklo Union Teplice
Svatopluk Kovář (2/0/0),
Jiří Sedláček (29/0/12) –
Jaroslav Bříza (9/1),
Alexandr Černý (18/3),
Josef Fišer (28/3),
František Franke (30/1),
Pavel Chaloupka (13/1),
Zdeněk Koubek (30/0),
Jiří Krumich (8/0),
Luděk Kühn (9/0),
Jan Mackal (2/0),
Jaroslav Melichar (28/6),
Jaromír Mixa (27/0),
Lubomír Pokluda (27/7),
Václav Senický (28/1),
Pavel Soukup (7/0),
Jiří Šourek (16/2),
Luděk Štarch (6/0),
Jiří Tupec (12/2),
Pavel Walter (2/0),
František Weigend (30/1) –
trenér Karel Bílek, asistent Karel Vytisk

### TJ Bohemians ČKD Praha
Vladimír Borovička (3/0/1),
Zdeněk Hruška (28/0/11) –
Josef Bartoš (14/3),
Přemysl Bičovský (30/6),
Svatopluk Bouška (21/1),
Karol Dobiaš (21/0),
František Jakubec (12/1),
Jan Jarkovský (4/0),
Pavel Klouček (28/7),
Jiří Kotrba (26/0),
Petr Králíček (7/0),
Josef Málek (21/0),
Karel Mastník (22/2),
Filip Miňovský (2/0),
Antonín Panenka (30/11),
Václav Petrouš (2/0),
Zdeněk Prokeš (30/1),
Karel Roubíček (29/1),
Jiří Štol (20/2),
Miroslav Valent (25/1),
Ladislav Vankovič (6/0) –
trenér Tomáš Pospíchal, asistent Josef Zadina

### TJ Tatran Prešov
Jaroslav Červeňan (29/0/9),
Jozef Gálik (1/0/0) –
Jozef Baláž (26/2),
Stanislav Baran (1/0),
Jozef Bubenko (28/11),
Eduard Čabala (27/1),
Stanislav Čech (5/0),
Jozef Ferenc (6/0),
Marián Jozef (7/1),
Mikuláš Komanický (24/0),
Jozef Kufa (14/0),
Jozef Mačupa (29/1),
Bartolomej Majerník (24/3),
Ján Molka (1/0),
Igor Novák (27/8),
Jozef Prno (6/0),
Jozef Sobota (30/5),
Miroslav Sopko (28/2),
Jozef Šálka (26/7),
Andrej Valíček (23/2) –
trenéři Štefan Jačiansky (1.–24. kolo) a Vojtech Malaga (25.–30. kolo), asistenti Vojtech Malaga a Gejza Sabanoš

### TJ Slovan CHZJD Bratislava
Jozef Hroš (6/0/2),
Tibor Matula (25/0/9) –
Miroslav Barto (15/0),
Pavol Bojkovský (18/4),
Jozef Čapkovič (6/0),
Marián Elefant (22/0),
Dušan Galis (30/15),
Július Goga (9/0),
Koloman Gögh (28/1),
Ján Hikl (13/0),
Jozef Kováč (9/0),
Karol Krištof (22/2),
Marián Masný (30/7),
Ján Medviď (1/0),
Juraj Novotný (28/7),
Anton Ondruš (28/8),
Ján Pivarník (4/0),
Marián Pochaba (14/0),
Ján Švehlík (19/3),
Marián Takáč (5/2),
Štefan Varga (23/3),
Miroslav Veselý (16/1) –
trenér Jozef Vengloš, asistent Ivan Hrdlička

### TJ Spartak TAZ Trnava
Dušan Keketi (29/0/9),
František Kozinka (1/0/0) –
Ľudovít Baďura (26/4),
Ján Barkóci (18/0),
Jozef Brath (8/0),
Milan Čerešník (15/3),
Alojz Fandel (22/1),
Vladimír Fekete (10/0),
Michal Gašparík (20/5),
Miroslav Chlpek (21/1),
Miloš Klinka (10/0),
Rudolf Kramoliš (13/1),
Ladislav Kuna (27/2),
Peter Macúch (15/0),
Jaroslav Masrna (11/0),
Viliam Martinák (29/5),
Richard Matovič (2/0),
Peter Mrva (25/0),
Ondrej Takács (22/1),
Peter Zelenský (30/1),
Milan Zvarík (26/2) –
trenér Viliam Novák, asistent Kamil Majerník

### TJ Baník Ostrava OKD
Pavol Michalík (29/0/9),
František Schmucker (1/0/0) –
Augustín Antalík (23/3),
Petr Bauman (17/3),
Milan Čermák (13/0),
Josef Foks (27/0),
Jan Hruška (1/0),
Jiří Hudeček (11/0),
Lubomír Knapp (29/6),
Arnošt Kvasnica (3/0),
Verner Lička (25/6),
Zdeněk Lorenc (15/1),
Jiří Mrázek (9/2),
Petr Němec (25/3),
Pavel Nováček (8/0),
Jiří Pála (5/0),
Libor Radimec (30/2),
Jiří Ruš (13/0),
Zdeněk Rygel (29/1),
Rostislav Sionko (7/1),
Zdeněk Šreiner (22/4),
Rostislav Vojáček (26/3),
Petr Zajaroš (15/0) –
trenéři Jiří Rubáš (1.–15. kolo) a Evžen Hadamczik (16.–30. kolo), asistent Vladimír Mokrohajský

### TJ Jednota Trenčín
Vladimír Kišša (11/0/4),
Jaroslav Macháč (21/0/3) –
Peter Ančic (29/5),
Luboš Anina (6/0),
Miroslav Brezovský (13/0),
Viliam Gajdúšek (3/0),
Miroslav Gerhát (27/0),
Jozef Hollý (27/2),
Jozef Hrušovský (10/0),
Kamil Chatrnúch (6/0),
Libor Janiš (10/0),
Bohumil Koiš (9/1),
František Koronczi (26/7),
Alexander Kovács (30/10),
Emil Krajčík (4/0),
Ján Križko (2/0),
Štefan Labay (23/4),
Miloš Lintner (19/0),
Milan Lišaník (15/0),
Ladislav Mackura (20/0),
Ivan Minárik (1/0),
Ján Moravčík (22/1),
Vladimír Rusnák (30/7),
Milan Sokol (13/2) –
trenéři Theodor Reimann (1.–22. kolo) a Štefan Hojsík (23.–30. kolo), asistent Štefan Hojsík

### TJ Škoda Plzeň
Josef Čaloun (29/0/9),
Václav Lavička (1/0/0) –
František Barát (19/1),
Jan Berger (27/1),
Ivan Bican (6/1),
Antonín Dvořák (30/4),
Jaromír Fiala (9/0),
Milan Forman (25/2),
Michal Jelínek (21/10),
Pavel Karafiát (21/2),
Milan Kopřiva (10/0),
Pavel Korejčík (4/1),
Vlastimil Palička (16/2),
Zdeněk Pupp (18/1),
Lubomír Rejda (26/1),
Jiří Sloup (23/3),
František Sudík (30/0),
Karel Skála (7/0),
Karel Süss (28/0),
Karel Šilhavý (15/0),
Milan Šíp (2/0),
Zdeněk Trněný (13/0) –
trenér Jaroslav Dočkal, asistent Zdeněk Michálek

### ASVŠ Dukla Banská Bystrica
Dušan Boroš (9/0/4),
Ján Veselý (22/0/5) –
Milan Albrecht (5/0),
Vladimír Bednár (16/0),
Daniel Ďurkovič (3/0), 
Jozef Grík (30/4),
Jaroslav Kališ (20/0),
Emil Kolkus (30/1),
Štefan Kopačka (19/1),
Michal Kopej (28/0),
Jaroslav Kotian (24/2),
František Kunzo (25/0),
Jozef Majzlík (29/5),
Peter Mráz (27/4),
Milan Paliatka (13/3),
Jaroslav Pollák (28/4),
Dezider Siládi (25/3),
Ivan Šimček (28/4),
Karol Vály (2/0),
Ľubomír Zvoda (6/0) –
trenér Oldřich Bříza, asistent Viliam Kováčik

### TJ Sparta ČKD Praha
Ján Cepo (23/0/5),
Miroslav Koubek (7/0/1) –
Miloš Adamec (1/0),
Miloš Beznoska (12/2),
Jan Bušek (19/2),
Zdeněk Caudr (27/1),
Milan Čermák (15/3),
Jiří Hamřík (13/1),
František Chovanec (28/1),
Zdeněk Just (15/0),
Ladislav Kalmár (13/0),
Pavel Konvalinka (12/0),
Václav Kotal (20/0),
Jaroslav Kotek (23/1),
Miloš Kudyn (16/0),
Jan Loder (7/0),
Antonín Princ (25/0),
Josef Raška (26/6),
Petr Slaný (13/3),
Tomáš Stránský (22/2),
Vladimír Vágner (4/0),
Milan Vdovjak (13/4),
Vlastimil Vejnar (16/2),
Bohumil Veselý (12/1) –
trenéři Arnošt Hložek (1.–21. kolo) a Antonín Rýgr (22.–30. kolo), asistent Karel Přenosil

### TJ Inter Slovnaft Bratislava
Miroslav Kovařík (15/0/4),
Emil Lupták (3/0/0),
Jan Poštulka (13/0/1) –
Jozef Bajza (28/3),
Jozef Barmoš (29/0),
Dušan Brezík (1/0),
Karol Brezík (29/7),
Július Goga (1/0),
Jozef Horváth (18/1),
Ladislav Hudec (22/1),
Ladislav Jurkemik (21/0),
František Kalmán (16/1),
Ladislav Kalmár (4/0),
Ivan Kružliak (8/0),
Jozef Levický (25/5),
Marián Novotný (17/5),
Ladislav Petráš (17/5),
Jozef Stipanitz (11/1),
Jozef Šajánek (30/1),
Vojtech Šimon (5/0),
Jaroslav Šimončič (19/0),
Ľubomír Zrubec (28/0) –
trenéři Valerián Švec (1.–24. kolo) a Ladislav Kačáni (25.–30. kolo), asistent Ottmar Deutsch

### TJ ZVL Žilina
Peter Kráľ (5/0/0),
Bohuslav Murárik (28/0/5) –
Jozef Beleš (14/4),
Igor Frič (26/3),
Ivan Gábor (9/1),
Milan Galvánek (7/0),
Tibor Chobot (22/6),
Ján Ilavský (21/1),
Ján Juska (7/0),
Ladislav Knapec (14/0),
Štefan Komjaty (10/0),
Marián Kuchár (1/0),
Ivan Minárik (1/0),
Anton Mintál (23/1),
Jaroslav Mintál (22/1),
Zdeno Miškolci (10/0),
Albert Rusnák (24/3),
Dušan Sepeši (14/1),
Milan Staškovan (28/0),
Milan Šmehýl (15/0),
Karol Šulgan (26/0),
Štefan Tománek (30/5),
Václav Vojtek (5/0),
Ivan Vrábel (12/2) –
trenéři Jozef Marko (do 8. 10. 1977, 1.–7. kolo), Eduard Hančin (od 9. 10. 1977 do 9. 1. 1978, 8.–15. kolo) a Michal Pucher (od 10. 1. 1978, 16.–30. kolo), asistent Štefan Slezák